# Lithobius parvicornis
Lithobius parvicornis är en mångfotingart som först beskrevs av Carl Oscar von Porat 1893.  Lithobius parvicornis ingår i släktet Lithobius och familjen stenkrypare. Inga underarter finns listade i Catalogue of Life.